# Mellicta berisalella
Mellicta berisalella är en fjärilsart som beskrevs av Ruggero Verity 1935. Mellicta berisalella ingår i släktet Mellicta och familjen praktfjärilar. Inga underarter finns listade i Catalogue of Life.